# Montes Aguayo
Montes Aguayo är ett berg i Antarktis. Det ligger i Västantarktis. Argentina, Chile och Storbritannien gör anspråk på området. Toppen på Montes Aguayo är 414 meter över havet.
Terrängen runt Montes Aguayo är kuperad norrut, men söderut är den platt. Havet är nära Montes Aguayo norrut. Trakten är obefolkad. Det finns inga samhällen i närheten.